# Roberto Antonetto
Roberto Antonetto (Torino, 10 maggio 1937) è un giornalista e saggista italiano.

## Biografia
Dopo la laurea in giurisprudenza, è entrato nella Redazione RAI di Torino,  dove è rimasto fino al 1996, occupandosi di informazione con il ruolo di vice-caporedattore. Ha fondato e diretto come capo-redattore il TG Scientifico Leonardo, primo e tuttora unico quotidiano televisivo a diffusione nazionale dedicato all’informazione sulla ricerca scientifica e alle conquiste della tecnologia.
Ha pubblicato una quindicina di volumi nei settori delle arti antiche, della storia e del costume ed ha realizzato numerosi video-documentari percorrendo sentieri diversi di studio nel denominatore comune del Piemonte, dove vive.
Ha dedicato lunghe ricerche alla storia del mobile antico, dalle quali sono nate tre fondamentali pubblicazioni sull'ebanisteria: Minusieri ed ebanisti del Piemonte (1985); poi Gabriele Capello ebanista di due re (2004) sul mobile dell'Ottocento; infine nel 2010 Il mobile piemontese nel Settecento. Quest’ultima opera è il compendio, corredato da 1300 illustrazioni, delle conoscenze e dei documenti disponibili fino ad oggi in questo campo, con particolare attenzione storica alla società che diede vita ad un grandioso patrimonio di arti decorative. È infatti convinzione dell'autore, in controtendenza, che la storia dell'arredo non si debba fare soltanto sulle opere di eccellenza nate per le Corti o le case principesche,  ma su una complessiva civiltà artistica, comprese le sue espressioni minori. Allo stesso filone appartengono una biografia del celebre antiquario Pietro Accorsi, sinonimo di un’epoca d’oro dell’antiquariato italiano e un catalogo ragionato dei "minusieri" ed ebanisti piemontesi.
 
Ha fatto parte nel 2018 del Comitato Scientifico della mostra Genio e Maestria. Mobili ed Ebanisti alla Corte sabauda tra Settecento e Ottocento alla Venaria Reale: è fra gli autori del Catalogo di questa rassegna, come del Catalogo della Collezione Cerruti-Castello di Rivoli, di prossima pubblicazione.
Dall’amicizia con il grande romanziere Giovanni Arpino e dalla comune passione giovanile per i regni dell’avventura è nata a quattro mani la prima biografia di Emilio Salgari, dal titolo Vita, tempeste e sciagure di Salgari, il padre degli eroi (Rizzoli 1982, Mondadori 1991, Viglongo 2010). Con la monografia, che ebbe una vasta eco di critica, i due “tigrotti della Malesia” ormai pensionati –come si definiscono gli autori- saldarono un debito ideale nei confronti di un personaggio la cui vita reale fu probabilmente il più appassionante fra i romanzi inventati dalla sua smisurata fantasia. Dei riconoscimenti ottenuti, Roberto Antonetto afferma di essere legato ad uno solo, il titolo di “Cavaliere dell’Avventura” conferitogli per i suoi scritti salgariani dalla Fondazione Tancredi di Barolo-Museo del Libro per l’Infanzia.
Ha pubblicato, nel 2006, una storia del Traforo del Fréjus, una delle avventure più grandiose e lungimiranti del “progresso” nel XIX secolo, di cui ricorre nel 2021 il 150º anniversario (Fréjus. Memorie di un monumento, 2006).
Tra le altre opere, un volume sul Castello di Guarene, che anche grazie al suo imponente archivio privato è un luogo-simbolo del Settecento; una monografia sulle Residenze Sabaude, con la figlia Barbara Antonetto; e due guide storico-artistiche su Torino.
Si contano nella sua attività anche numerosi saggi, lezioni e conferenze.
Alcuni titoli dei suoi video-documentari: L’Accademia delle Scienze di Torino, Il Museo Egizio, San Fruttuoso, Superga, La Biblioteca Reale di Torino, La scuola di danza della Scala, Il Museo del Risorgimento, La Fiat e la cultura, Tra mare e Laguna (sul recupero dei litorali di Venezia), Lavori a Corte (sette edizioni fra il 2001 e il 2007, sulla imponente operazione di restauro della Reggia di Venaria).

## Opere
- Torino l'altro ieri, Ivrea, 1976
- Il Castello di Guarene, Torino, 1979
- Piemonte, Roma, 1980
- Torino altrui (con Giovanni Arpino), Torino, 1981 e 1991
- Vita, tempeste e sciagure di Salgari, il padre degli eroi (con Giovanni Arpino),  Milano, Rizzoli 1982, Mondadori 1991, Viglongo 2010
- Le Residenze Sabaude, Biella, 1985 e 1992 con Barbara Antonetto
- Guardare Torino, Torino, 1985
- Minusieri ed ebanisti del Piemonte,  Torino, 1985.
- Vedere Torino,  Torino, 1999
- Pietro Accorsi, un antiquario, un’epoca, Torino, 1999
- Dentro le origini, saggio per l’opera I Carabinieri in Piemonte,  Torino, Allemandi, 2000
- Fréjus. Memorie di un monumento,  Torino, Allemandi, 2000
- Gabriele Capello “Moncalvo” ebanista di due re, Torino, Allemandi, 2004
- Guarene, un castello nella storia, Torino, 2006
- Il mobile piemontese nel Settecento, Torino, Allemandi, 2010